# Lucia Plaváková
Lucia Plaváková (ur. 9 marca 1987 w Bratysławie) – słowacka prawniczka i polityczka. Deputowana Rady Narodowej Słowacji od 2023 roku.

## Życiorys
Plaváková urodziła się 9 marca 1987 w Bratysławie (ówcześnie Czechosłowacja).
W 2002 roku ukończyła gimnazjum Jura Hronca w Bratysławie.
W 2007 roku ukończyła magisterskie studia prawnicze na Uniwersytecie Komeńskiego w Bratysławie oraz na Paneurópska vysoká škola (PEVŠ). Ma doktorat z prawa międzynarodowego. 

### Działalność polityczna
Bezskutecznie wystartowała w wyborach parlamentarnych na Słowacji w 2020 roku. Startowała z 23. miejsca na liście partii Postępowa Słowacja. Podczas konwencji partii czerwcu 2020 roku została wybrana do jej prezydium.
W latach 2022–2023 była członkinią Rady Miasta Bratysławy. Zrezygnowała z członkostwa w niej po objęciu mandatu deputowanej Rady Narodowej.
W wyborach parlamentarnych na Słowacji w 2023 roku uzyskała mandat deputowanej Rady Narodowej z ramienia Postępowej Słowacji. Uzyskała 105 423 głosów, co było trzecim wynikiem wśród kandydatów obecnych na liście tej partii. Startowała z drugiego miejsca na liście. W Radzie zasiada w Komisji ds. Kontroli Działalności Wywiadu Wojskowego, Komisji Konstytucyjnej, Komisji ds. Europejskich oraz w Komisji ds. Praw Człowieka i Mniejszości Narodowych, której przewodniczy.
Od 7 marca 2024 jest delegatką Rady Narodowej do Zgromadzenia Parlamentarnego Rady Europy, gdzie zasiada w Komisji ds. Równości i Walki z Dyskryminacją. Dołączyła do frakcji Partii Porozumienia Liberałów i Demokratów na rzecz Europy. W październiku 2024 roku została wybrana na dwuletnią kadencję wiceprzewodniczącej Partii Porozumienia Liberałów i Demokratów na rzecz Europy.
We wrześniu 2024 roku wiceprzewodniczący Rady Narodowej Andrej Danko nakazał jej opuścić posiedzenie rady ze względu na naklejki na laptopie z wizerunkiem tęczowej flagi. Plaváková zapowiedziała odwołanie do Sądu Najwyższego.

### Pozostała działalność
Współzałożyła organizację pozarządową wspierającą rodziny LGBT+. Od 2015 roku udzielała darmowych porad prawnych osobom LGBT, była członkinią grupy roboczej ds. praw osób LGBT w słowackim ministerstwie sprawiedliwości.

### Życie prywatne
Jest lesbijką. Ma córkę. Mówi w języku angielskim, niemieckim i hiszpańskim.